# Campeonato Alemán de Fútbol 1923
El Campeonato Alemán de Fútbol 1923 fue la 16.ª edición de dicho torneo.

## Fase final

### Cuartos de final
| Hamburgo SV | 2 – 0 | SV Guts-Muts Dresden |

| SpVgg Fürth | 4 – 0 | Vereinigte Breslauer Spfr. |

| SC Union 06 Oberschöneweide | 2 – 1 t.s. | TG Arminia Bielefeld |

- Un primer partido, jugado el 6 de mayo de 1923 en Bochum, entre SC Union 06 Oberschöneweide y TG Arminia Bielefeld, terminó 0-0.
- VfB Königsberg pasa automáticamente a semifinales.

### Semifinales
| VfB Königsberg | 2 – 3 | Hamburgo SV |

| SC Union 06 Oberschöneweide | 2 – 1 | SpVgg Fürth |

### Final
| SC Union 06 Oberschöneweide | 0 – 3 | Hamburgo SV |

|                               |
| Campeón Hamburgo SV 1° título |